# Hexamethyldisilathian
Hexamethyldisilathian ist eine chemische Verbindung aus der Gruppe der Trimethylsilylverbindungen.

## Gewinnung und Darstellung
Hexamethyldisilathian kann durch Reaktion von Trimethylsilylchlorid mit Schwefelwasserstoff und Pyridin gewonnen werden.
{\displaystyle \mathrm {2\ (CH_{3})_{3}SiCl+H_{2}S+2\ C_{5}H_{5}N\longrightarrow [(CH_{3})_{3}Si]_{2}S+2\ C_{5}H_{5}N\cdot HCl} }

## Eigenschaften
Hexamethyldisilathian ist eine farblose Flüssigkeit mit starkem Geruch nach faulen Eiern, u. a. aufgrund der Hydrolyse zu Schwefelwasserstoff.

## Verwendung
Hexamethyldisilathian wird hauptsächlich zur Umsetzung von Oxiden und Chloriden in die entsprechenden Sulfide verwendet.